# Festival du film méditerranéen d’Annaba 2024
 (mai 2025).
La mise en forme du texte ne suit pas les recommandations de Wikipédia : il faut le « wikifier ».
Les points d'amélioration suivants sont les cas les plus fréquents :
- Les titres sont pré-formatés par le logiciel. Ils ne sont ni en capitales, ni en gras.
- Le texte ne doit pas être écrit en capitales (les noms de famille non plus), ni en gras, ni en italique, ni en « petit »…
- Le gras n'est utilisé que pour surligner le titre de l'article dans l'introduction, une seule fois.
- L'italique est rarement utilisé : mots en langue étrangère, titres d'œuvres, noms de bateaux, etc.
- Les citations ne sont pas en italique mais en corps de texte normal. Elles sont entourées par des guillemets français : « et ».
- Les listes à puces sont à éviter, des paragraphes rédigés étant largement préférés. Les tableaux sont à réserver à la présentation de données structurées (résultats, etc.).
- Les appels de note de bas de page (petits chiffres en exposant, introduits par l'outil «  Source ») sont à placer entre la fin de phrase et le point final[comme ça].
- Les liens internes (vers d'autres articles de Wikipédia) sont à choisir avec parcimonie. Créez des liens vers des articles approfondissant le sujet. Les termes génériques sans rapport avec le sujet sont à éviter, ainsi que les répétitions de liens vers un même terme.
- Les liens externes sont à placer uniquement dans une section « Liens externes », à la fin de l'article. Ces liens sont à choisir avec parcimonie suivant les règles définies. Si un lien sert de source à l'article, son insertion dans le texte est à faire par les notes de bas de page.
- La présentation des références doit suivre les conventions bibliographiques. Il est recommandé d'utiliser les modèles {{Ouvrage}}, {{Chapitre}}, {{Article}}, {{Lien web}} et/ou {{Bibliographie}}. Le mode d'édition visuel peut mettre en forme automatiquement les références.
- Insérer une infobox (cadre d'informations à droite) n'est pas obligatoire pour parachever la mise en page.

Pour une aide détaillée, merci de consulter Aide:Wikification.
Si vous pensez que ces points ont été résolus, vous pouvez retirer ce bandeau et améliorer la mise en forme d'un autre article.
Le Festival du film méditerranéen d’Annaba 2024, 4e édition du festival,, se déroule du 23 au 30 mai 2024 au théâtre régional Azzedine Medjoubi à Annaba. Le président du jury est le réalisateur Nuri Bilge Ceylan. 70 films représentant 18 pays du bassin méditerranéen concourent pour les prix du festival, et l'Italie a participé au festival en tant qu'invitée d'honneur, représentée par l'Institut culturel italien Algérie.

## Faits marquants

### Le retour de festival
Le Festival d'Annaba est de retour après des années d'absence en raison de la pandémie de Covid-19. Le festival devait se tenir en 2023, mais l'État algérien l'a reporté en solidarité avec les victimes du bombardement de l'hôpital Arab Ahli à Gaza.

### Mohamed Allal, commissaire du festival
Pour cette quatrième édition, Mohamed Allal est nommé gouverneur du Festival d'Annaba, succédant ainsi à Saïd ould khelifa.

### Changement du trophée
Le nom du prix est changé du Jujube d'Or par le prix  la Gazelle d'Or, en référence à la statue de la gazelle placée dans l'une des rues de l'ancien quartier de La Colonne au centre d'Annaba.

## Événements culturels

### Séminaires et forums
L'Italie est l'invitée d'honneur, représentée par l'Institut Culturel Italien en Algérie. Un symposium sur le cinéma italien est organisé sous le titre « 130 ans de cinéma vu par les critiques ». Il est supervisé par Miloud Mourad Benamara, et ses trois axes ont été abordés par Massimo Lecce, James Cumming et Oscar Larossi.
Le deuxième symposium est organisé en partenariat avec la Fondation du film palestinien sous le titre « Longue vie à la Palestine » et aborde les obstacles et les défis auxquels est confronté le cinéma palestinien dans l’industrie cinématographique à la lumière du conflit avec Israël.
Un forum sur l'industrie cinématographique auquel participent des acteurs du cinéma, notamment des artistes, des responsables de la culture, de la finance et des banques, en plus de discuter de sujets cinématographiques liés à la Méditerranée. Il aborde également le thème des récompenses et de la distribution internationales, avec la participation d'Ahmed Rachedi.

### Ateliers
| Tournage                                        | Production     | Montage      | Scénario      | Réalisation court-métrage | DOP            | Son            |
| ----------------------------------------------- | -------------- | ------------ | ------------- | ------------------------- | -------------- | -------------- |
| Khaled Benaissa Aziz Boukrouni Fouzia Benbrahim | Mouzahem Yahia | Salim Aktouf | Taher Boukela | Abdellah El Khatib        | Allel Yahiaoui | Hamid Bouziane |

## Jurys

### Longs métrages
|    | Nom              | Nom               | Qualité                                                                                 | Nationalité |
| -- | ---------------- | ----------------- | --------------------------------------------------------------------------------------- | ----------- |
| 01 |                  | Nuri Bilge Ceylan | cinéaste et photographe                                                                 | Turquie     |
| 02 |                  | Adila Bendimerad  | actrice de cinéma, de télévision et de théâtre, scénariste, productrice et réalisatrice | Algérie     |
| 03 |                  | Justine Barda     | Membre de l'équipe de programmation du (SIFF),                                          | États-Unis  |
| 04 | Mastaneh Mohajer | Mastaneh Mohaje   | productrice et réalisatrice                                                             | Iran        |
| 05 |                  | Martina Zigiotti  | Responsable de la programmation du Festival MedFilm de Rome.                            | Italie      |

Courts métrages
|    | Nom                | Qualité                           | Nationalité     |
| -- | ------------------ | --------------------------------- | --------------- |
| 01 | Rym Takoucht       | Actrice                           | Algérie         |
| 02 | Joud Said          | Réalisateur                       | Syrie           |
| 03 | Noura Nefzi        | Monteuse                          | Tunisie         |
| 04 | Helena Rubashovska | Journaliste et critique de cinéma | Ukraine         |
| 05 | Roua El Madani     | Productrice                       | Arabie saoudite |

### Documentaire
|    | Nom               | Qualité                                                                   | Nationalité |
| -- | ----------------- | ------------------------------------------------------------------------- | ----------- |
| 01 | Bahij Hojeij      | Réalisateur                                                               | Liban       |
| 02 | Chergui Kharroubi | Réalisateur de reportages et de documentaires                             | Algérie     |
| 03 | Ivan Bolotnikov   | Réalisateur                                                               | Russie      |
| 04 | Jesse Cumming     | Programmateur au Festival international canadien du documentaire Hot Docs | Canada      |
| 05 | Elena Larionova   | Stagiaire caméra : Caméra B                                               | Kazakhstan  |

## Palmarès

### Longs métrages
|    | Prix                                      |                                               | Pays      |
| -- | ----------------------------------------- | --------------------------------------------- | --------- |
| 01 | La gazelle d’or du meilleur long métrage  | Matria d’Alvaro Gago                          | Espagne   |
| 02 | La gazelle d’or du meilleur réalisateur   | Hotel Pula de Andrej Korovljev                | Croatie   |
| 03 | Meilleur scénario                         | Rosinante de Baran Gunduzalp                  | Turquie   |
| 04 | Meilleur acteur                           | Saleh Bakri dans The Teacher de Farah Nabulsi | Palestine |
| 05 | Meilleure actrice                         | Maria Vazquez dans Matria                     | Espagne   |
| 06 | Prix du jury                              | Frantz Fanon” par Abdenour Zahzah             | Algérie   |
| 07 | La gazelle d’or du meilleur court métrage | Sokrania 59 de Abdallah Lkhatib               | Palestine |

### Courts métrages
|    | Nom                                       |                                                        | Pays      |
| -- | ----------------------------------------- | ------------------------------------------------------ | --------- |
| 01 | La gazelle d’or du meilleur court métrage | sokrania 59 de Abdallah Lkhatib                        | Palestine |
| 02 | Prix du jury                              | Nuit de troubles de Andrea Sheittanis                  | Chypre    |
| 03 | Mention Spéciale du jury                  | Le cinéma est une chose extraordinaire David Fernandez | Espagne   |
| 04 | Mention Spéciale du jury                  | La réalité du combat Andrea Slavicek                   | Croatie   |

### Documentaire
|    | Prix                                          |                                | Pays             |
| -- | --------------------------------------------- | ------------------------------ | ---------------- |
| 01 | La gazelle d’or du meilleur film documentaire | Sarura de Nicola Zambelli      | Italie           |
| 02 | Prix du jury                                  | Bye Bye Tibériade Lina Soualem | Palestine France |